# Clasificación para la Copa Africana de Naciones de 2019
La clasificación para la Copa Africana de Naciones 2019 fue un torneo organizado por la Confederación Africana de Fútbol (CAF) para decidir los equipos que participarán de la Copa Africana de Naciones 2019. Un total de 24 equipos se clasificaron para jugar en el torneo final, incluyendo Egipto que se clasificó automáticamente como anfitrión, sin embargo, participó en la etapa clasificatoria.

## Sorteo
Un total de 51 equipos entraron en el torneo, incluyendo el anfitrión (Egipto), que se clasificó automáticamente para la fase final. El sorteo de la fase de clasificación tuvo lugar el 12 de enero de 2017, 19:30 GMT+1, en Libreville, Gabón.
Dentro de las selecciones no incluidas en el sorteo están Eritrea, Somalia y Chad, cuyas federaciones decidieron no participar en esta ocasión; y se autoexcluyeron para este torneo.
Para la siembra, los equipos se clasificaron utilizando el sistema propio de la CAF, que se calcula con base al rendimiento del equipo en las tres últimas ediciones de la Copa de África de las fases finales de las Naciones, las tres últimas ediciones de la Copa Africana de campañas de clasificación de las Naciones, y de la Copa Mundial de Fútbol de 2014, la fase final del torneo y la fase de clasificación.
Los equipos clasificados 1-45 (Bombos 1-4) entró directamente la fase de grupos, mientras que los equipos clasificados 46-51 (Bombo 5) entraron en la ronda preliminar.
| Bombo 1 | Bombo 2 | Bombo 3 | Bombo 4 | Bombo 5                                                                                            |
| --- | --- | --- | --- | -------------------------------------------------------------------------------------------------- |
| Costa de Marfil (63.5) Ghana (56.5) Nigeria (44.5) Argelia (43.5) Túnez (34.5) Malí (33.5) Burkina Faso (33.5) RD Congo (29.5) Camerún (29) Zambia (26.5) Cabo Verde (26.5) Senegal (24) | Gabón (22) Guinea (22) Congo (21.5) Guinea Ecuatorial (21) Sudáfrica (20) Marruecos (18.5) Egipto (15.5) Etiopía (15.5) Togo (15.5) Angola (13.5) Uganda (12) Mozambique (11) | Zimbabue (10) Libia (10) Botsuana (9) Níger (8.5) Benín (8.5) Guinea-Bisáu (8.5) Malaui (8) Sudán (8) Sierra Leona (8) Rep. Centroafricana (8) Tanzania (6.5) Burundi (6.5) | Mauritania (6) Suazilandia (6) Liberia (6) Namibia (5.5) Ruanda (5.5) Lesoto (5) Kenia (4.5) Seychelles (4.5) Gambia (3.5) | Madagascar (2.5) Santo Tomé y Príncipe (2.5) Sudán del Sur (2) Comoras (2) Yibuti (2) Mauricio (2) |

El procedimiento de sorteo es el siguiente:
- Un equipo se extrae del bombo 4 y pasará a la posición D4. El procedimiento se repite para el resto de equipos del bombo 4 que irán a posiciones E4, F4, G4, H4, I4, J4, K4 y L4 de acuerdo con el orden del sorteo.
- Un equipo se extrae del bombo 3 y pasará a la posición A3. Este procedimiento se repetirá para los equipos restantes del bombo 3 utilizando el mismo posicionamiento aplicado anteriormente.
- Un equipo se extrae del bombo 2 y pasará a la posición A2. Este procedimiento se repetirá para los equipos restantes del bombo 2 utilizando el mismo posicionamiento aplicado anteriormente.
- Un equipo, se basará en el bombo 1 e irá a la posición A1. Este procedimiento se repetirá para los equipos restantes del bombo 1 utilizando el mismo posicionamiento aplicado anteriormente.
- Un equipo se extrae del bombo 5 para jugar contra un equipo que se extrae de la misma olla en la ronda preliminar. Este procedimiento se repetirá para los 4 equipos restantes de Pot 5. Los ganadores de los 3 partidos se clasificarán a los Grupos de escenario y pasará automáticamente las posiciones A4, B4 y C4.

## Calendario
El calendario del torneo de clasificación es la siguiente:
| Ronda            | Jornada   | Fechas                     | Partidos                                     |
| ---------------- | --------- | -------------------------- | -------------------------------------------- |
| Ronda preliminar | Ida       | 20–28 de marzo de 2017     | Equipo 1 vs. Equipo 2                        |
| Ronda preliminar | Vuelta    | 20–28 de marzo de 2017     | Equipo 2 vs. Equipo 1                        |
| Fase de grupos   | Jornada 1 | 9–11 de junio de 2017      | Equipo 1 vs. Equipo 2; Equipo 3 vs. Equipo 4 |
| Fase de grupos   | Jornada 2 | 8–9 de septiembre de 2018  | Equipo 2 vs. Equipo 3; Equipo 4 vs. Equipo 1 |
| Fase de grupos   | Jornada 3 | 10–16 de octubre de 2018   | Equipo 1 vs. Equipo 3; Equipo 2 vs. Equipo 4 |
| Fase de grupos   | Jornada 4 | 10–16 de octubre de 2018   | Equipo 3 vs. Equipo 1; Equipo 4 vs. Equipo 2 |
| Fase de grupos   | Jornada 5 | 16–18 de noviembre de 2018 | Equipo 2 vs. Equipo 1; Equipo 4 vs. Equipo 3 |
| Fase de grupos   | Jornada 6 | 22–24 de marzo de 2019     | Equipo 3 vs. Equipo 2; Equipo 1 vs. Equipo 4 |

## Ronda preliminar
| Equipo 1              | Agr. | Equipo 2      | Ida | Vuelta |
| --------------------- | ---- | ------------- | --- | ------ |
| Santo Tomé y Príncipe | 2–4  | Madagascar    | 0–1 | 2–3    |
| Comoras               | 3–1  | Mauricio      | 2–0 | 1–1    |
| Yibuti                | 2–6  | Sudán del Sur | 2–0 | 0–6    |

| 22 de marzo de 2017, 15:30 (UTC±0) | Santo Tomé y Príncipe | 0:1 (0:0) | Madagascar         | Estadio Nacional 12 de Julho, Santo Tomé |                                          |
|                                    |                       | Reporte   | - 68' (a.g.) Diogo | Árbitro(s): Gauthier Marc Mihindou Mbina | Árbitro(s): Gauthier Marc Mihindou Mbina |

| 26 de marzo de 2017, 14:20 (UTC+3) | Madagascar                            | 3:2 (2:1) | Santo Tomé y Príncipe              | Estadio Municipal de Mahamasina, Antananarivo |                                     |
|                                    | - Voavy 1', 17' - Andriamatsinoro 81' | Reporte   | - 28' Harramiz - 84' José da Silva | Árbitro(s): Ahmad Imtehaz Heeralall           | Árbitro(s): Ahmad Imtehaz Heeralall |

| 24 de marzo de 2017, 15:00 (UTC+3) | Comoras                       | 2:0 (0:0) | Mauricio | Estadio Said Mohamed Cheikh, Mitsamiouli |                                   |
|                                    | - Youssouf 53' - Alhadhur 75' | Reporte   |          | Árbitro(s): Martin Elifhas Saanya        | Árbitro(s): Martin Elifhas Saanya |

| 28 de marzo de 2017, 16:00 (UTC+4) | Mauricio  | 1:1 (1:1) | Comoras             | Estadio Anjalay, Belle Vue Maurel |                         |
|                                    | - Bru 45' | Reporte   | - 15' Ben Nabouhane | Árbitro(s): Nelson Fred           | Árbitro(s): Nelson Fred |

| 22 de marzo de 2017, 19:00 (UTC+3) | Yibuti                  | 2:0 (0:0) | Sudán del Sur | Estadio El Hadj Hassan Gouled, Yibuti |                                 |
|                                    | - Hamza 56' - Breik 65' | Reporte   |               | Árbitro(s): Zekarias Girma Fega       | Árbitro(s): Zekarias Girma Fega |

| 28 de marzo de 2017, 16:30 (UTC+3) | Sudán del Sur                                                               | 6:0 (4:0) | Yibuti | Estadio de Yuba, Yuba           |                                 |
|                                    | - Wurube 11' (pen.) - Moga 20', 27' - Pretino 44' - Thomas 62' - Khamis 78' | Reporte   |        | Árbitro(s): Jean Claude Ishimwe | Árbitro(s): Jean Claude Ishimwe |

## Fase de grupos
Los 48 equipos fueron extraídas en 12 grupos de cuatro equipos (del Grupo A a Grupo L). Consistían en los 45 equipos que entraron directamente, además de los tres ganadores de la ronda preliminar cuya identidad no se conocía en el momento del sorteo. Los dos primeros de cada uno de los doce grupos se clasificarán a la Copa Africana de Naciones.
A diferencia de la fase de clasificación de la Copa Africana de Naciones 2017, todos los partidos de la selección de acogida contarán que nos lleva a las siguientes tres escenarios posibles:
- Si el equipo anfitrión es el ganador del grupo, el segundo puesto se califica automáticamente para la fase final. Ningún otro equipo será elegible para calificar en este grupo.
- Si el equipo anfitrión es el segundo puesto, sólo el ganador del grupo se clasificarán para la fase final.
- Si el equipo anfitrión o está en 3.º o 4.º lugar, el ganador del grupo califica a la final del torneo.

### Criterios de desempate
Los equipos se clasifican de acuerdo a los puntos (3 puntos por victoria, 1 punto por un empate, 0 puntos por una derrota). Si empatan en puntos, los criterios de desempate se aplicarán en el orden siguiente (Reglamento Artículo 14):
1. Los puntos en los partidos cabeza a cabeza entre los equipos empatados;
2. Diferencia de goles en los partidos cabeza a cabeza entre los equipos empatados;
3. Goles marcados en los partidos cabeza a cabeza entre los equipos empatados;
4. Goles marcados de visita en los partidos cabeza a cabeza entre los equipos empatados;
5. Si empatan más de dos equipos, y después de aplicar todos los criterios en partidos cabeza a cabeza, un subconjunto de equipos siguen empatados, todos los criterios en partidos cabeza a cabeza se vuelven a aplicar exclusivamente a este subconjunto de equipos;
6. Diferencia de goles en todos los partidos de grupo;
7. Goles marcados en todos los partidos de grupo;
8. Goles de visita marcados en todos los partidos de grupo;
9. Sorteo.

     – Clasifica a la Copa Africana de Naciones 2019.

### Grupo A
.
| Selección         | Pts. | PJ | PG | PE | PP | GF | GC | Dif |
| ----------------- | ---- | -- | -- | -- | -- | -- | -- | --- |
| Senegal           | 16   | 6  | 5  | 1  | 0  | 12 | 2  | 10  |
| Madagascar        | 10   | 6  | 3  | 1  | 2  | 8  | 8  | 0   |
| Guinea Ecuatorial | 6    | 6  | 2  | 0  | 4  | 5  | 7  | -2  |
| Sudán             | 3    | 6  | 1  | 0  | 5  | 5  | 13 | -8  |

| Fecha                   | Lugar        | Local             |                              | Resultado |                              | Visitante         |
| ----------------------- | ------------ | ----------------- | ---------------------------- | --------- | ---------------------------- | ----------------- |
| 9 de junio de 2017      | El Obeid     | Sudán             | Bandera de Sudán             | 1 – 3     | Bandera de Madagascar        | Madagascar        |
| 10 de junio de 2017     | Dakar        | Senegal           | Bandera de Senegal           | 3 – 0     | Bandera de Guinea Ecuatorial | Guinea Ecuatorial |
| 8 de septiembre de 2018 | Bata         | Guinea Ecuatorial | Bandera de Guinea Ecuatorial | 1 – 0     | Bandera de Sudán             | Sudán             |
| 9 de septiembre de 2018 | Antananarivo | Madagascar        | Bandera de Madagascar        | 2 – 2     | Bandera de Senegal           | Senegal           |
| 13 de octubre de 2018   | Bata         | Guinea Ecuatorial | Bandera de Guinea Ecuatorial | 0 – 1     | Bandera de Madagascar        | Madagascar        |
| 13 de octubre de 2018   | Dakar        | Senegal           | Bandera de Senegal           | 3 – 0     | Bandera de Sudán             | Sudán             |
| 16 de octubre de 2018   | Jartum       | Sudán             | Bandera de Sudán             | 0 – 1     | Bandera de Senegal           | Senegal           |
| 16 de octubre de 2018   | Antananarivo | Madagascar        | Bandera de Madagascar        | 1 – 0     | Bandera de Guinea Ecuatorial | Guinea Ecuatorial |
| 17 de noviembre de 2018 | Bata         | Guinea Ecuatorial | Bandera de Guinea Ecuatorial | 0 – 1     | Bandera de Senegal           | Senegal           |
| 18 de noviembre de 2018 | Antananarivo | Madagascar        | Bandera de Madagascar        | 1 – 3     | Bandera de Sudán             | Sudán             |
| 22 de marzo de 2019     | Omdurmán     | Sudán             | Bandera de Sudán             | 1 – 4     | Bandera de Guinea Ecuatorial | Guinea Ecuatorial |
| 23 de marzo de 2019     | Dakar        | Senegal           | Bandera de Senegal           | 2 – 0     | Bandera de Madagascar        | Madagascar        |

### Grupo B
.
| Selección | Pts. | PJ | PG | PE | PP | GF | GC | Dif |
| --------- | ---- | -- | -- | -- | -- | -- | -- | --- |
| Marruecos | 11   | 6  | 3  | 2  | 1  | 8  | 3  | 5   |
| Camerún   | 11   | 6  | 3  | 2  | 1  | 6  | 3  | 3   |
| Malaui    | 5    | 6  | 1  | 2  | 3  | 2  | 6  | -4  |
| Comoras   | 5    | 6  | 1  | 2  | 3  | 5  | 9  | -4  |

| Fecha                   | Lugar       | Local     |                      | Resultado |                      | Visitante |
| ----------------------- | ----------- | --------- | -------------------- | --------- | -------------------- | --------- |
| 10 de junio de 2017     | Yaundé      | Camerún   | Bandera de Camerún   | 1 – 0     | Bandera de Marruecos | Marruecos |
| 10 de junio de 2017     | Blantyre    | Malaui    | Bandera de Malaui    | 1 – 0     | Bandera de Comoras   | Comoras   |
| 8 de septiembre de 2018 | Casablanca  | Marruecos | Bandera de Marruecos | 3 – 0     | Bandera de Malaui    | Malaui    |
| 8 de septiembre de 2018 | Mitsamiouli | Comoras   | Bandera de Comoras   | 1 – 1     | Bandera de Camerún   | Camerún   |
| 12 de octubre de 2018   | Yaundé      | Camerún   | Bandera de Camerún   | 1 – 0     | Bandera de Malaui    | Malaui    |
| 13 de octubre de 2018   | Casablanca  | Marruecos | Bandera de Marruecos | 1 – 0     | Bandera de Comoras   | Comoras   |
| 16 de octubre de 2018   | Blantyre    | Malaui    | Bandera de Malaui    | 0 – 0     | Bandera de Camerún   | Camerún   |
| 16 de octubre de 2018   | Mitsamiouli | Comoras   | Bandera de Comoras   | 2 – 2     | Bandera de Marruecos | Marruecos |
| 16 de noviembre de 2018 | Casablanca  | Marruecos | Bandera de Marruecos | 2 – 0     | Bandera de Camerún   | Camerún   |
| 17 de noviembre de 2018 | Moroni      | Comoras   | Bandera de Comoras   | 2 – 1     | Bandera de Malaui    | Malaui    |
| 22 de marzo de 2019     | Blantyre    | Malaui    | Bandera de Malaui    | 0 – 0     | Bandera de Marruecos | Marruecos |
| 23 de marzo de 2019     | Yaundé      | Camerún   | Bandera de Camerún   | 3 – 0     | Bandera de Comoras   | Comoras   |

### Grupo C
.
| Selección     | Pts. | PJ | PG | PE | PP | GF | GC | Dif |
| ------------- | ---- | -- | -- | -- | -- | -- | -- | --- |
| Malí          | 14   | 6  | 4  | 2  | 0  | 10 | 2  | 8   |
| Burundi       | 10   | 6  | 2  | 4  | 0  | 11 | 5  | 6   |
| Gabón         | 8    | 6  | 2  | 2  | 2  | 7  | 5  | 2   |
| Sudán del Sur | 0    | 6  | 0  | 0  | 6  | 2  | 18 | -16 |

| Fecha                   | Lugar      | Local         |                          | Resultado |                          | Visitante     |
| ----------------------- | ---------- | ------------- | ------------------------ | --------- | ------------------------ | ------------- |
| 10 de junio de 2017     | Bamako     | Malí          | Bandera de Mali          | 2 – 1     | Bandera de Gabón         | Gabón         |
| 10 de junio de 2017     | Buyumbura  | Burundi       | Bandera de Burundi       | 3 – 0     | Bandera de Sudán del Sur | Sudán del Sur |
| 8 de septiembre de 2018 | Libreville | Gabón         | Bandera de Gabón         | 1 – 1     | Bandera de Burundi       | Burundi       |
| 9 de septiembre de 2018 | Juba       | Sudán del Sur | Bandera de Sudán del Sur | 0 – 3     | Bandera de Mali          | Malí          |
| 12 de octubre de 2018   | Bamako     | Malí          | Bandera de Mali          | 0 – 0     | Bandera de Burundi       | Burundi       |
| 12 de octubre de 2018   | Libreville | Gabón         | Bandera de Gabón         | 3 – 0     | Bandera de Sudán del Sur | Sudán del Sur |
| 16 de octubre de 2018   | Buyumbura  | Burundi       | Bandera de Burundi       | 1 – 1     | Bandera de Mali          | Malí          |
| 16 de octubre de 2018   | Juba       | Sudán del Sur | Bandera de Sudán del Sur | 0 – 1     | Bandera de Gabón         | Gabón         |
| 16 de noviembre de 2018 | Juba       | Sudán del Sur | Bandera de Sudán del Sur | 2 – 5     | Bandera de Burundi       | Burundi       |
| 17 de noviembre de 2018 | Libreville | Gabón         | Bandera de Gabón         | 0 – 1     | Bandera de Mali          | Malí          |
| 23 de marzo de 2019     | Buyumbura  | Burundi       | Bandera de Burundi       | 1 – 1     | Bandera de Gabón         | Gabón         |
| 23 de marzo de 2019     | Bamako     | Malí          | Bandera de Mali          | 3 – 0     | Bandera de Sudán del Sur | Sudán del Sur |

### Grupo D
.
| Selección | Pts. | PJ | PG | PE | PP | GF | GC | Dif |
| --------- | ---- | -- | -- | -- | -- | -- | -- | --- |
| Argelia   | 11   | 6  | 3  | 2  | 1  | 9  | 4  | 5   |
| Benín     | 10   | 6  | 3  | 1  | 2  | 5  | 6  | -1  |
| Gambia    | 6    | 6  | 1  | 3  | 2  | 6  | 6  | 0   |
| Togo      | 5    | 6  | 1  | 2  | 3  | 4  | 8  | -4  |

| Fecha                   | Lugar  | Local   |                    | Resultado |                    | Visitante |
| ----------------------- | ------ | ------- | ------------------ | --------- | ------------------ | --------- |
| 11 de junio de 2017     | Blida  | Argelia | Bandera de Argelia | 1 – 0     | Bandera de Togo    | Togo      |
| 11 de junio de 2017     | Cotonú | Benín   | Bandera de Benín   | 1 – 0     | Bandera de Gambia  | Gambia    |
| 8 de septiembre de 2018 | Bakau  | Gambia  | Bandera de Gambia  | 1 – 1     | Bandera de Argelia | Argelia   |
| 9 de septiembre de 2018 | Lomé   | Togo    | Bandera de Togo    | 0 – 0     | Bandera de Benín   | Benín     |
| 12 de octubre de 2018   | Blida  | Argelia | Bandera de Argelia | 2 – 0     | Bandera de Benín   | Benín     |
| 12 de octubre de 2018   | Lomé   | Togo    | Bandera de Togo    | 1 – 1     | Bandera de Gambia  | Gambia    |
| 16 de octubre de 2018   | Cotonú | Benín   | Bandera de Benín   | 1 – 0     | Bandera de Argelia | Argelia   |
| 16 de octubre de 2018   | Bakau  | Gambia  | Bandera de Gambia  | 0 – 1     | Bandera de Togo    | Togo      |
| 17 de noviembre de 2018 | Bakau  | Gambia  | Bandera de Gambia  | 3 – 1     | Bandera de Benín   | Benín     |
| 18 de noviembre de 2018 | Lomé   | Togo    | Bandera de Togo    | 1 – 4     | Bandera de Argelia | Argelia   |
| 22 de marzo de 2019     | Blida  | Argelia | Bandera de Argelia | 1 – 1     | Bandera de Gambia  | Gambia    |
| 24 de marzo de 2019     | Cotonú | Benín   | Bandera de Benín   | 2 – 1     | Bandera de Togo    | Togo      |

### Grupo E
.
| Selección  | Pts. | PJ | PG | PE | PP | GF | GC | Dif |
| ---------- | ---- | -- | -- | -- | -- | -- | -- | --- |
| Nigeria    | 13   | 6  | 4  | 1  | 1  | 14 | 6  | 8   |
| Sudáfrica  | 12   | 6  | 3  | 3  | 0  | 11 | 2  | 9   |
| Libia      | 7    | 6  | 2  | 1  | 3  | 16 | 11 | 5   |
| Seychelles | 1    | 6  | 0  | 1  | 5  | 3  | 25 | -22 |

| Fecha                   | Lugar             | Local      |                       | Resultado |                       | Visitante  |
| ----------------------- | ----------------- | ---------- | --------------------- | --------- | --------------------- | ---------- |
| 9 de junio de 2017      | El Cairo (Egipto) | Libia      | Bandera de Libia      | 5 – 1     | Bandera de Seychelles | Seychelles |
| 10 de junio de 2017     | Uyo               | Nigeria    | Bandera de Nigeria    | 0 – 2     | Bandera de Sudáfrica  | Sudáfrica  |
| 8 de septiembre de 2018 | Durban            | Sudáfrica  | Bandera de Sudáfrica  | 0 – 0     | Bandera de Libia      | Libia      |
| 8 de septiembre de 2018 | Victoria          | Seychelles | Bandera de Seychelles | 0 – 3     | Bandera de Nigeria    | Nigeria    |
| 13 de octubre de 2018   | Kaduna            | Nigeria    | Bandera de Nigeria    | 4 – 0     | Bandera de Libia      | Libia      |
| 13 de octubre de 2018   | Johannesburgo     | Sudáfrica  | Bandera de Sudáfrica  | 6 – 0     | Bandera de Seychelles | Seychelles |
| 16 de octubre de 2018   | Sfax (Túnez)      | Libia      | Bandera de Libia      | 2 – 3     | Bandera de Nigeria    | Nigeria    |
| 16 de octubre de 2018   | Victoria          | Seychelles | Bandera de Seychelles | 0 – 0     | Bandera de Sudáfrica  | Sudáfrica  |
| 17 de noviembre de 2018 | Johannesburgo     | Sudáfrica  | Bandera de Sudáfrica  | 1 – 1     | Bandera de Nigeria    | Nigeria    |
| 17 de noviembre de 2018 | Victoria          | Seychelles | Bandera de Seychelles | 1 – 8     | Bandera de Libia      | Libia      |
| 22 de marzo de 2019     | Asaba             | Nigeria    | Bandera de Nigeria    | 3 – 1     | Bandera de Seychelles | Seychelles |
| 24 de marzo de 2019     | Sfax (Túnez)      | Libia      | Bandera de Libia      | 1 – 2     | Bandera de Sudáfrica  | Sudáfrica  |

### Grupo F
.
| Selección    | Pts.                      | PJ                        | PG                        | PE                        | PP                        | GF                        | GC                        | Dif                       |
| ------------ | ------------------------- | ------------------------- | ------------------------- | ------------------------- | ------------------------- | ------------------------- | ------------------------- | ------------------------- |
| Ghana        | 9                         | 4                         | 3                         | 0                         | 1                         | 8                         | 1                         | 7                         |
| Kenia        | 7                         | 4                         | 2                         | 1                         | 1                         | 4                         | 1                         | 3                         |
| Etiopía      | 1                         | 4                         | 0                         | 1                         | 3                         | 0                         | 10                        | -10                       |
| Sierra Leona | Descalificado por la FIFA | Descalificado por la FIFA | Descalificado por la FIFA | Descalificado por la FIFA | Descalificado por la FIFA | Descalificado por la FIFA | Descalificado por la FIFA | Descalificado por la FIFA |

| Fecha                   | Lugar       | Local        |                         | Resultado |                         | Visitante    |
| ----------------------- | ----------- | ------------ | ----------------------- | --------- | ----------------------- | ------------ |
| 10 de junio de 2017     | Freetown    | Sierra Leona | Bandera de Sierra Leona | Anulado   | Bandera de Kenia        | Kenia        |
| 11 de junio de 2017     | Kumasi      | Ghana        | Bandera de Ghana        | 5 – 0     | Bandera de Etiopía      | Etiopía      |
| 8 de septiembre de 2018 | Kasarani    | Kenia        | Bandera de Kenia        | 1 – 0     | Bandera de Ghana        | Ghana        |
| 9 de septiembre de 2018 | Awasa       | Etiopía      | Bandera de Etiopía      | Anulado   | Bandera de Sierra Leona | Sierra Leona |
| 10 de octubre de 2018   | Bahir Dar   | Etiopía      | Bandera de Etiopía      | 0 – 0     | Bandera de Kenia        | Kenia        |
|                         |             | Ghana        | Bandera de Ghana        | Cancelado | Bandera de Sierra Leona | Sierra Leona |
| 14 de octubre de 2018   | Kasarani    | Kenia        | Bandera de Kenia        | 3 – 0     | Bandera de Etiopía      | Etiopía      |
|                         |             | Sierra Leona | Bandera de Sierra Leona | Cancelado | Bandera de Ghana        | Ghana        |
| 18 de noviembre de 2018 | Addis Abeba | Etiopía      | Bandera de Etiopía      | 0 – 2     | Bandera de Ghana        | Ghana        |
|                         |             | Kenia        | Bandera de Kenia        | Cancelado | Bandera de Sierra Leona | Sierra Leona |
| 23 de marzo de 2019     | Acra        | Ghana        | Bandera de Ghana        | 1 – 0     | Bandera de Kenia        | Kenia        |
|                         |             | Sierra Leona | Bandera de Sierra Leona | Cancelado | Bandera de Etiopía      | Etiopía      |

### Grupo G
.
| Selección   | Pts. | PJ | PG | PE | PP | GF | GC | Dif |
| ----------- | ---- | -- | -- | -- | -- | -- | -- | --- |
| Zimbabue    | 11   | 6  | 3  | 2  | 1  | 9  | 4  | 5   |
| R. D. Congo | 9    | 6  | 2  | 3  | 1  | 8  | 6  | 2   |
| Liberia     | 7    | 6  | 2  | 1  | 3  | 5  | 9  | -4  |
| Congo       | 5    | 6  | 1  | 2  | 3  | 7  | 10 | -3  |

| Fecha                   | Lugar       | Local       |                                            | Resultado |                                            | Visitante   |
| ----------------------- | ----------- | ----------- | ------------------------------------------ | --------- | ------------------------------------------ | ----------- |
| 10 de junio de 2017     | Kinshasa    | R. D. Congo | Bandera de República Democrática del Congo | 3 – 1     | Bandera de República del Congo             | Congo       |
| 11 de junio de 2017     | Harare      | Zimbabue    | Bandera de Zimbabue                        | 3 – 0     | Bandera de Liberia                         | Liberia     |
| 9 de septiembre de 2018 | Brazzaville | Congo       | Bandera de República del Congo             | 1 – 1     | Bandera de Zimbabue                        | Zimbabue    |
| 9 de septiembre de 2018 | Paynesville | Liberia     | Bandera de Liberia                         | 1 – 1     | Bandera de República Democrática del Congo | R. D. Congo |
| 11 de octubre de 2018   | Brazzaville | Congo       | Bandera de República del Congo             | 3 – 1     | Bandera de Liberia                         | Liberia     |
| 13 de octubre de 2018   | Kinshasa    | R. D. Congo | Bandera de República Democrática del Congo | 1 – 2     | Bandera de Zimbabue                        | Zimbabue    |
| 16 de octubre de 2018   | Harare      | Zimbabue    | Bandera de Zimbabue                        | 1 – 1     | Bandera de República Democrática del Congo | R. D. Congo |
| 16 de octubre de 2018   | Paynesville | Liberia     | Bandera de Liberia                         | 2 – 1     | Bandera de República del Congo             | Congo       |
| 18 de noviembre de 2018 | Brazzaville | Congo       | Bandera de República del Congo             | 1 – 1     | Bandera de República Democrática del Congo | R. D. Congo |
| 18 de noviembre de 2018 | Paynesville | Liberia     | Bandera de Liberia                         | 1 – 0     | Bandera de Zimbabue                        | Zimbabue    |
| 24 de marzo de 2019     | Harare      | Zimbabue    | Bandera de Zimbabue                        | 2 – 0     | Bandera de República del Congo             | Congo       |
| 24 de marzo de 2019     | Kinshasa    | R. D. Congo | Bandera de República Democrática del Congo | 1 – 0     | Bandera de Liberia                         | Liberia     |

### Grupo H
.
| Selección                | Pts. | PJ | PG | PE | PP | GF | GC | Dif |
| ------------------------ | ---- | -- | -- | -- | -- | -- | -- | --- |
| Guinea                   | 12   | 6  | 3  | 3  | 0  | 8  | 4  | 4   |
| Costa de Marfil          | 11   | 6  | 3  | 2  | 1  | 12 | 5  | 7   |
| República Centroafricana | 6    | 6  | 1  | 3  | 2  | 4  | 8  | -4  |
| Ruanda                   | 2    | 6  | 0  | 2  | 4  | 5  | 12 | -9  |

| Fecha                   | Lugar   | Local                    |                                        | Resultado |                                        | Visitante                |
| ----------------------- | ------- | ------------------------ | -------------------------------------- | --------- | -------------------------------------- | ------------------------ |
| 10 de junio de 2017     | Bouaké  | Costa de Marfil          | Bandera de Costa de Marfil             | 2 – 3     | Bandera de Guinea                      | Guinea                   |
| 11 de junio de 2017     | Bangui  | República Centroafricana | Bandera de la República Centroafricana | 2 – 1     | Bandera de Ruanda                      | Ruanda                   |
| 9 de septiembre de 2018 | Conakry | Guinea                   | Bandera de Guinea                      | 1 – 0     | Bandera de la República Centroafricana | República Centroafricana |
| 9 de septiembre de 2018 | Kigali  | Ruanda                   | Bandera de Ruanda                      | 1 – 2     | Bandera de Costa de Marfil             | Costa de Marfil          |
| 12 de octubre de 2018   | Bouaké  | Costa de Marfil          | Bandera de Costa de Marfil             | 4 – 0     | Bandera de la República Centroafricana | República Centroafricana |
| 12 de octubre de 2018   | Conakry | Guinea                   | Bandera de Guinea                      | 2 – 0     | Bandera de Ruanda                      | Ruanda                   |
| 16 de octubre de 2018   | Bangui  | República Centroafricana | Bandera de la República Centroafricana | 0 – 0     | Bandera de Costa de Marfil             | Costa de Marfil          |
| 16 de octubre de 2018   | Kigali  | Ruanda                   | Bandera de Ruanda                      | 1 – 1     | Bandera de Guinea                      | Guinea                   |
| 18 de noviembre de 2018 | Conakry | Guinea                   | Bandera de Guinea                      | 1 – 1     | Bandera de Costa de Marfil             | Costa de Marfil          |
| 18 de noviembre de 2018 | Butare  | Ruanda                   | Bandera de Ruanda                      | 2 – 2     | Bandera de la República Centroafricana | República Centroafricana |
| 23 de marzo de 2019     | Bouaké  | Costa de Marfil          | Bandera de Costa de Marfil             | 3 – 0     | Bandera de Ruanda                      | Ruanda                   |
| 24 de marzo de 2019     | Bangui  | República Centroafricana | Bandera de la República Centroafricana | 0 – 0     | Bandera de Guinea                      | Guinea                   |

### Grupo I
.
| Selección    | Pts. | PJ | PG | PE | PP | GF | GC | Dif |
| ------------ | ---- | -- | -- | -- | -- | -- | -- | --- |
| Angola       | 12   | 6  | 4  | 0  | 2  | 9  | 6  | 3   |
| Mauritania   | 12   | 6  | 4  | 0  | 2  | 7  | 6  | 1   |
| Burkina Faso | 10   | 6  | 3  | 1  | 2  | 8  | 5  | 3   |
| Botsuana     | 1    | 6  | 0  | 1  | 5  | 1  | 8  | -7  |

| Fecha                   | Lugar       | Local        |                         | Resultado |                         | Visitante    |
| ----------------------- | ----------- | ------------ | ----------------------- | --------- | ----------------------- | ------------ |
| 10 de junio de 2017     | Uagadugú    | Burkina Faso | Bandera de Burkina Faso | 3 – 1     | Bandera de Angola       | Angola       |
| 10 de junio de 2017     | Francistown | Botsuana     | Bandera de Botsuana     | 0 – 1     | Bandera de Mauritania   | Mauritania   |
| 9 de septiembre de 2018 | Luanda      | Angola       | Bandera de Angola       | 1 – 0     | Bandera de Botsuana     | Botsuana     |
| 8 de septiembre de 2018 | Nouakchott  | Mauritania   | Bandera de Mauritania   | 2 – 0     | Bandera de Burkina Faso | Burkina Faso |
| 13 de octubre de 2018   | Uagadugú    | Burkina Faso | Bandera de Burkina Faso | 3 – 0     | Bandera de Botsuana     | Botsuana     |
| 12 de octubre de 2018   | Luanda      | Angola       | Bandera de Angola       | 4 – 1     | Bandera de Mauritania   | Mauritania   |
| 16 de octubre de 2018   | Francistown | Botsuana     | Bandera de Botsuana     | 0 – 0     | Bandera de Burkina Faso | Burkina Faso |
| 16 de octubre de 2018   | Nouakchott  | Mauritania   | Bandera de Mauritania   | 1 – 0     | Bandera de Angola       | Angola       |
| 18 de noviembre de 2018 | Luanda      | Angola       | Bandera de Angola       | 2 – 1     | Bandera de Burkina Faso | Burkina Faso |
| 18 de noviembre de 2018 | Nouakchott  | Mauritania   | Bandera de Mauritania   | 2 – 1     | Bandera de Botsuana     | Botsuana     |
| 22 de marzo de 2019     | Francistown | Botsuana     | Bandera de Botsuana     | 0 – 1     | Bandera de Angola       | Angola       |
| 22 de marzo de 2019     | Uagadugú    | Burkina Faso | Bandera de Burkina Faso | 1 – 0     | Bandera de Mauritania   | Mauritania   |

### Grupo J
.
| Selección   | Pts. | PJ | PG | PE | PP | GF | GC | Dif |
| ----------- | ---- | -- | -- | -- | -- | -- | -- | --- |
| Túnez       | 15   | 6  | 5  | 0  | 1  | 12 | 4  | 8   |
| Egipto      | 13   | 6  | 4  | 1  | 1  | 16 | 5  | 11  |
| Níger       | 5    | 6  | 1  | 2  | 3  | 4  | 11 | -7  |
| Suazilandia | 1    | 6  | 0  | 1  | 5  | 2  | 14 | -12 |

| Fecha                   | Lugar      | Local       |                        | Resultado |                        | Visitante   |
| ----------------------- | ---------- | ----------- | ---------------------- | --------- | ---------------------- | ----------- |
| 10 de junio de 2017     | Niamey     | Níger       | Bandera de Niger       | 0 – 0     | Bandera de Suazilandia | Suazilandia |
| 11 de junio de 2017     | Radès      | Túnez       | Bandera de Túnez       | 1 – 0     | Bandera de Egipto      | Egipto      |
| 8 de septiembre de 2018 | Alejandría | Egipto      | Bandera de Egipto      | 6 – 0     | Bandera de Niger       | Níger       |
| 9 de septiembre de 2018 | Manzini    | Suazilandia | Bandera de Suazilandia | 0 – 2     | Bandera de Túnez       | Túnez       |
| 12 de octubre de 2018   | El Cairo   | Egipto      | Bandera de Egipto      | 4 – 1     | Bandera de Suazilandia | Suazilandia |
| 13 de octubre de 2018   | Radès      | Túnez       | Bandera de Túnez       | 1 – 0     | Bandera de Niger       | Níger       |
| 16 de octubre de 2018   | Niamey     | Níger       | Bandera de Niger       | 1 – 2     | Bandera de Túnez       | Túnez       |
| 16 de octubre de 2018   | Manzini    | Suazilandia | Bandera de Suazilandia | 0 – 2     | Bandera de Egipto      | Egipto      |
| 16 de noviembre de 2018 | Alejandría | Egipto      | Bandera de Egipto      | 3 – 2     | Bandera de Túnez       | Túnez       |
| 18 de noviembre de 2018 | Manzini    | Suazilandia | Bandera de Suazilandia | 1 – 2     | Bandera de Niger       | Níger       |
| 22 de marzo de 2019     | Radès      | Túnez       | Bandera de Túnez       | 4 – 0     | Bandera de Suazilandia | Suazilandia |
| 23 de marzo de 2019     | Niamey     | Níger       | Bandera de Niger       | 1 – 1     | Bandera de Egipto      | Egipto      |

### Grupo K
.
| Selección    | Pts. | PJ | PG | PE | PP | GF | GC | Dif |
| ------------ | ---- | -- | -- | -- | -- | -- | -- | --- |
| Guinea-Bisáu | 9    | 6  | 2  | 3  | 1  | 8  | 7  | 1   |
| Namibia      | 8    | 6  | 2  | 2  | 2  | 5  | 7  | -2  |
| Mozambique   | 8    | 6  | 2  | 2  | 2  | 7  | 7  | 0   |
| Zambia       | 7    | 6  | 2  | 1  | 3  | 8  | 7  | 1   |

| Fecha                   | Lugar    | Local        |                         | Resultado |                         | Visitante    |
| ----------------------- | -------- | ------------ | ----------------------- | --------- | ----------------------- | ------------ |
| 10 de junio de 2017     | Ndola    | Zambia       | Bandera de Zambia       | 0 – 1     | Bandera de Mozambique   | Mozambique   |
| 10 de junio de 2017     | Bissau   | Guinea-Bisáu | Bandera de Guinea-Bisáu | 1 – 0     | Bandera de Namibia      | Namibia      |
| 8 de septiembre de 2018 | Maputo   | Mozambique   | Bandera de Mozambique   | 2 – 2     | Bandera de Guinea-Bisáu | Guinea-Bisáu |
| 8 de septiembre de 2018 | Windhoek | Namibia      | Bandera de Namibia      | 1 – 1     | Bandera de Zambia       | Zambia       |
| 10 de octubre de 2018   | Lusaka   | Zambia       | Bandera de Zambia       | 2 – 1     | Bandera de Guinea-Bisáu | Guinea-Bisáu |
| 13 de octubre de 2018   | Maputo   | Mozambique   | Bandera de Mozambique   | 1 – 2     | Bandera de Namibia      | Namibia      |
| 14 de octubre de 2018   | Bissau   | Guinea-Bisáu | Bandera de Guinea-Bisáu | 2 – 1     | Bandera de Zambia       | Zambia       |
| 16 de octubre de 2018   | Windhoek | Namibia      | Bandera de Namibia      | 1 – 0     | Bandera de Mozambique   | Mozambique   |
| 17 de noviembre de 2018 | Windhoek | Namibia      | Bandera de Namibia      | 0 – 0     | Bandera de Guinea-Bisáu | Guinea-Bisáu |
| 18 de noviembre de 2018 | Maputo   | Mozambique   | Bandera de Mozambique   | 1 – 0     | Bandera de Zambia       | Zambia       |
| 23 de marzo de 2019     | Bissau   | Guinea-Bisáu | Bandera de Guinea-Bisáu | 2 – 2     | Bandera de Mozambique   | Mozambique   |
| 23 de marzo de 2019     | Lusaka   | Zambia       | Bandera de Zambia       | 4 – 1     | Bandera de Namibia      | Namibia      |

### Grupo L
.
| Selección  | Pts. | PJ | PG | PE | PP | GF | GC | Dif |
| ---------- | ---- | -- | -- | -- | -- | -- | -- | --- |
| Uganda     | 13   | 6  | 4  | 1  | 1  | 7  | 3  | 4   |
| Tanzania   | 8    | 6  | 2  | 2  | 2  | 6  | 5  | 1   |
| Lesoto     | 6    | 6  | 1  | 3  | 2  | 3  | 7  | -4  |
| Cabo Verde | 5    | 6  | 1  | 2  | 3  | 4  | 5  | -1  |

| Fecha                   | Lugar         | Local      |                       | Resultado |                       | Visitante  |
| ----------------------- | ------------- | ---------- | --------------------- | --------- | --------------------- | ---------- |
| 10 de junio de 2017     | Dar es Salaam | Tanzania   | Bandera de Tanzania   | 1 – 1     | Bandera de Lesoto     | Lesoto     |
| 11 de junio de 2017     | Praia         | Cabo Verde | Bandera de Cabo Verde | 0 – 1     | Bandera de Uganda     | Uganda     |
| 8 de septiembre de 2018 | Kira          | Uganda     | Bandera de Uganda     | 0 – 0     | Bandera de Tanzania   | Tanzania   |
| 9 de septiembre de 2018 | Maseru        | Lesoto     | Bandera de Lesoto     | 1 – 1     | Bandera de Cabo Verde | Cabo Verde |
| 12 de octubre de 2018   | Praia         | Cabo Verde | Bandera de Cabo Verde | 3 – 0     | Bandera de Tanzania   | Tanzania   |
| 13 de octubre de 2018   | Kira          | Uganda     | Bandera de Uganda     | 3 – 0     | Bandera de Lesoto     | Lesoto     |
| 16 de octubre de 2018   | Dar es Salaam | Tanzania   | Bandera de Tanzania   | 2 – 0     | Bandera de Cabo Verde | Cabo Verde |
| 16 de octubre de 2018   | Maseru        | Lesoto     | Bandera de Lesoto     | 0 – 2     | Bandera de Uganda     | Uganda     |
| 17 de noviembre de 2018 | Kira          | Uganda     | Bandera de Uganda     | 1 – 0     | Bandera de Cabo Verde | Cabo Verde |
| 18 de noviembre de 2018 | Maseru        | Lesoto     | Bandera de Lesoto     | 1 – 0     | Bandera de Tanzania   | Tanzania   |
| 24 de marzo de 2019     | Dar es Salaam | Tanzania   | Bandera de Tanzania   | 3 – 0     | Bandera de Uganda     | Uganda     |
| 24 de marzo de 2019     | Praia         | Cabo Verde | Bandera de Cabo Verde | 0 – 0     | Bandera de Lesoto     | Lesoto     |

## Clasificados
| Bandera de Egipto       | Bandera de Túnez      | Bandera de Senegal    | Bandera de Madagascar | Bandera de Marruecos  | Bandera de Nigeria    | Bandera de Uganda     | Bandera de Mali       |
| Egipto                  | Túnez                 | Senegal               | Madagascar            | Marruecos             | Nigeria               | Uganda                | Malí                  |
| Organizador 2.° Grupo J | 1.° Grupo J           | 1.º Grupo A           | 2.º Grupo A           | 1.º Grupo B           | 1.º Grupo E           | 1.º Grupo L           | 1.º Grupo C           |
| Clasificado: 16/10/18   | Clasificado: 16/10/18 | Clasificado: 16/10/18 | Clasificado: 16/10/18 | Clasificado: 16/11/18 | Clasificado: 17/11/18 | Clasificado: 17/11/18 | Clasificado: 17/11/18 |

| Bandera de Argelia    | Bandera de Guinea     | Bandera de Costa de Marfil | Bandera de Mauritania | Bandera de Ghana      | Bandera de Kenia      | Bandera de Angola     | Bandera de Burundi    |
| Argelia               | Guinea                | Costa de Marfil            | Mauritania            | Ghana                 | Kenia                 | Angola                | Burundi               |
| 1.º Grupo D           | 1.º Grupo H           | 2.° Grupo H                | 2.° Grupo I           | 1.° Grupo F           | 2.° Grupo F           | 1.° Grupo I           | 2.° Grupo C           |
| Clasificado: 18/11/18 | Clasificado: 18/11/18 | Clasificado: 18/11/18      | Clasificado: 18/11/18 | Clasificado: 30/11/18 | Clasificado: 30/11/18 | Clasificado: 22/03/19 | Clasificado: 23/03/19 |

| Bandera de Camerún    | Bandera de Guinea-Bisáu | Bandera de Namibia    | Bandera de Zimbabue   | Bandera de República Democrática del Congo | Bandera de Benín      | Bandera de Tanzania   | Bandera de Sudáfrica  |
| Camerún               | Guinea-Bisáu            | Namibia               | Zimbabue              | R. D. Congo                                | Benín                 | Tanzania              | Sudáfrica             |
| 2.º Grupo B           | 1.º Grupo K             | 2.° Grupo K           | 1.° Grupo G           | 2.º Grupo G                                | 2.° Grupo D           | 2.° Grupo L           | 2.° Grupo E           |
| Clasificado: 23/03/19 | Clasificado: 23/03/19   | Clasificado: 23/03/19 | Clasificado: 24/03/19 | Clasificado: 24/03/19                      | Clasificado: 24/03/19 | Clasificado: 24/03/19 | Clasificado: 24/03/19 |

## Goleadores
Nota: Futbolistas en negrita que permanecen activos en la competición.
7 goles
- Odion Ighalo

6 goles
- Fiston Abdul Razak

5 goles
- El Fardou Ben Nabouhane
- Knowledge Musona

4 goles
- Mateus Galiano da Costa
- Mohamed Salah
- Anis Saltou
- Percy Tau
- Naïm Sliti

3 goles
- Gelson
- Faneva Imà Andriatsima
- Paulin Voavy
- Hakim Ziyech
- Farouk Miya
- Justin Shonga

2 goles
| - Baghdad Bounedjah - Aristide Bancé - Cédric Amissi - Ricardo Jorge Pires Gomes - Thievy Bifouma - Prince Ibara - Cédric Bakambu - Marwan Mohsen - Trézéguet - Denis Bouanga | - Assan Ceesay - Raphael Dwamena - François Kamano - Frédéric Mendy - Seydou Doumbia - Jonathan Kodjia - William Jebor - Ahmad Benali - Mohamed Zubya - Carolus Andriamatsinoro | - Youssef En-Nesyri - Ahmed Musa - Idrissa Gueye - Moussa Sow - James Moga - Mbwana Samatta - Firas Chaouat - Taha Yassine Khenissi - Emanuel Okwi - Khama Billiat |

1 gol
| - Sofiane Hanni - Gelson - Stéphane Sessègnon - Bertrand Traoré - Fiston Abdul Razak - Cédric Amissi - Gaël Duhayindavyi - Vincent Aboubakar - Junior Gourrier - Salif Kéïta - Chaker Alhadhur - Ben Nabouhane - Benjaloud Youssouf - Thievy Bifouma - Mohamed Salem Breik - Abdi Idleh Hamza - Chancel Mbemba - Denis Bouanga - John Boye | - Asamoah Gyan - Ebenezer Ofori - Sadio Diallo - François Kamano - Naby Keïta - Edigeison Gomes - Michael Olunga - Wanyama - E. Johana Omondi - Thapelo Tale - Ahmad Benali - Hamdou Elhouni - Muaid Ellafi - Mohamed Zubya - Gerald Phiri Jr. - Yves Bissouma - Kalifa Coulibaly - Mohamed Soudani - Kévin Bru - Stanley Ratifo | - Ernest Sugira - Harramiz - Zé - Idrissa Gueye - Leroy Coralie - Tokelo Rantie - Percy Tau - Leon Uso Khamis - Dominic Abui Pretino - Athir Thomas - Duku Wurube - Athar El Tahir - Mbwana Samatta - Taha Yassine Khenissi - Geoffrey Sserunkuma |

2 autogoles
- Nicholas Opoku (contra Kenia)
- Jordão Diogo (contra Madagascar)